# Кампурис, Елена
Елена Кампурис (англ. Elena Kampouris; род. 16 сентября 1997, Нью-Йорк, США) — американская теле- и киноактриса, наиболее известная по роли Элисон Досс в фильме «Мужчины, женщины и дети» и Майи Дрекер в телесериале «Американская Одиссея». Также снялась в фильме «Моя большая греческая свадьба 2» (2016), где сыграла роль дочери персонажей Нии Вардалос и Джона Корбетта.

## Ранняя жизнь
Родилась в Нью-Йорк Сити, в семье Иви, модельера, дизайнера и Александра Кампурис, владельца винного магазина. Её отец — грек c острова Касос, а её мать — американка французского происхождения. В настоящее время проживает в Нью-Джерси.

## Карьера
Дебютировала на телевидении в 2012 году, сыграв девушку #2 в одном эпизоде сериала The CW «Сплетница».
В 2013 году Кампурис снялась в телефильме «Сглазили!», где играла вместе с Сиэрой Браво и Джеком Гриффо. Премьера на Nickelodeon состоялась 29 ноября 2013 года. В том же году она приняла участие в драме «День труда», в которой сыграла роль молодой Рэйчел Маккен, оппонентки Кейт и Джоша Бролина, снявшихся в главных ролях. Режиссёром фильма выступил Джейсон Райтман, премьера состоялась 27 декабря 2013 года на TFF кинокомпанией Paramount Pictures. В то же время она подписала контракт с агентством William Morris Endeavor.
В 2014 году Кампурис сыграла главную роль в комедийной драме «Мужчины, женщины и дети» вместе с Розмари Деуитт, Дженнифер Гарнер, Джуди Грир, Дином Норрисом и Адамом Сэндлером. Режиссёром снова выступил Джейсон Райтман. Ограниченная премьера фильма состоялась 1 октября 2014 года. 17 октября состоялась премьера фильма в широком прокате на кинокомпании Paramount. Позже она сыграла роль Алексии в фильме «Сапожник» вместе с Адамом Сэндлером, Дэном Стивенсом, Дастином Хоффманом и Стивом Бушеми. Фильм был срежиссирован Томасом Маккарти, премьера состоялась 11 сентября 2014 года, а 13 марта 2015 года он был выпущен в прокат Image Entertainment.
В 2015 году Кампурис сыграла главную роль в сериале NBC «Американская Одиссея», в котором исполнила роль Майи Декер, дочери персонажа Питера Фачинелли, Питера Декера, бывшего прокурора США. Сериал транслировался с апреля по июль 2015 года и вскоре был отменён.
Снялась во второстепенной роли в романтической комедии «Моя большая греческая свадьба 2» (2016), где сыграла роль дочери персонажей Нии Вардалос и Джона Корбетта. Фильм был снят Кирком Джонсом и вышел в прокат 25 марта 2016 года на Universal Pictures.
Также Кампурис сыграла второстепенную роль в фильме «Матрица времени» вместе с Зои Дойч, Хелстон Сейдж, Логаном Миллером и Рай Руссо-Янг, выступившей также режиссёром.
11 февраля 2019 года было объявлено, что Кампурис прошла кастинг на роль Хлои Сэмпсон в предстоящем супергеройском сериале Netflix, «Наследие Юпитера».

## Фильмография

### Фильмы
| Год  | Название                        | Роль                  |  |
| ---- | ------------------------------- | --------------------- |  |
| 2013 | День труда                      | Молодая Рэйчел Маккен |  |
| 2014 | Мужчины, женщины и дети         | Элисон Досс           |  |
| 2014 | Сапожник                        | Алексия               |  |
| 2016 | Моя большая греческая свадьба 2 | Пэрис Миллер          |  |
| 2017 | Матрица времени                 | Джульетта Сайкс       |  |
| 2019 | Летняя ночь                     | Корин                 |  |
| 2020 | Дети кукурузы                   | Болейн Уильямс        |  |
| 2021 | Магазинные воришки всего мира   | Шейла                 |  |
| 2022 | Как жена                        | Мередит               |  |
| 2023 | Моя большая греческая свадьба 3 | Пэрис Миллер          |  |
| 2023 | Виндикта                        | Лу                    |  |
| 2024 | Здесь и сейчас                  | Софи                  |  |

### Телевидение
| Год  | Название             | Роль         | Примечания      |
| ---- | -------------------- | ------------ | --------------- |
| 2012 | Сплетница            | Девушка #2   | 1 эпизод        |
| 2013 | Сглазили!            | Иви Мюррей   | Телефильм       |
| 2015 | Американская Одиссея | Майя Декер   | 9 эпизодов      |
| 2018 | Священная ложь       | Миноу Блай   | Постоянная роль |
| 2021 | Наследие Юпитера     | Хлоя Сэмпсон | Главный кастинг |

### Театр
| Год  | Постановка    | Роль          | Театр         | Категория |
| ---- | ------------- | ------------- | ------------- | --------- |
| 2016 | Опасные связи | Сесиль Воланж | Booth Theatre | Бродвей   |